# ヒュンダイ・タウエンジン
ヒュンダイ・タウエンジン (ギリシア語: τ、ギリシア語ラテン翻字: Tau)は、現代自動車が開発・製造する水冷V型8気筒ガソリンエンジンのシリーズ名。
2008年、初代ヒュンダイ・ジェネシス（BH）のエンジンとしてデビュー。エンジンブロックとシリンダーヘッドはアルミニウム製。
2009年、現代自動車のエンジンとしては初めてアメリカのWard's AutoWorld magazine社の10 best engineに選定され、その後、2011年まで3年連続で選出された。

## 諸性能

### G8BE
| シリンダー配置 | V型8気筒DOHC32バルブCVVT     |
| 排気量         | 5,038cc                      |
| ボア           | 96mm                         |
| ストローク     | 87mm                         |
| 圧縮比         | 11.5：1                      |
| 燃料噴射装置   | 直噴                         |
| 最高出力       | 320kW（435PS）/6,400rpm      |
| 最高トルク     | 510N·m（52.0kgf·m）/5,000rpm |

ボアよりもストローク（行程）が短いショートストロークエンジン。
ヒュンダイ・ジェネシス及びジェネシス・EQ900に搭載されている。